# Welcome To The New Administration
CitizensFOB Mixtape:Welcome To The New Administration (traducción: Bienvenidos a la Nueva Administración) fue una campaña viral lanzada por Pete Wentz en 18 de agosto de 2008 para promover lo que ahora se conoce como el quinto álbum de estudio de la banda, Folie à Deux. 

La campaña comenzó cuando el sitio web de Decaydance Records fue supuestamente "hackeado" por una organización llamada "Citizens For Our Betterment". Un vínculo posteado llevaba al sitio web de la organización, que estaba decorado con los colores de la bandera americana. Los enlaces de la página llevaban a "callejones sin salida", es decir, a páginas que no existían, requiriendo de direcciones IP específicas para acceder a sus destinos. En la página aparecía un contador con el número 59.994. Wentz dejó pistas en su blog personal que el número 60,000 revelaría algo grande. El sitio Decaydance regresó a la normalidad al día siguiente. El 19 de agosto, Ashlee Simpson fue vista por la calle con un folleto de la organización, que aumentó la sospecha y fue la chispa para muchos rumores en Internet. Nuevas entradas fueron apareciendo todos los días en el sitio web de Citizens For Our Betterment, muchos de ellos refiriéndose al 4 de noviembre, el mismo día de la elección presidencial en los Estados Unidos en el año 2008. Además, Wentz dejó más pistas en su blog, al mismo tiempo que nuevos enlaces se abrían al público.
El 24 de agosto, uno de esos vínculos llevó a una página que decía "FOB - El Retorno - Cuatro de Noviembre", con la fuente Stencil en tamaño grande, causando a muchos a creer que Fall Out Boy, lanzaría su nuevo álbum 4 de noviembre. Otros sostuvieron la teoría de que este fue otro intento de Pete Wentz para aumentar la conciencia política, como lo había hecho anteriormente para la campaña del candidato a presidente del Partido Democrático de los Estados Unidos, Barack Obama. Además, muchas bandas del sello discográfico Fueled by Ramen postearon boletines especiales en su página de MySpace ese mismo día con el título "Welcome to the New Administration". Cada boletín contenía una sola palabra: diez. Por último, el 25 de agosto de 2008, Citizens For Our Betterment se redirigió al sitio web de la página Friends or Enemies, que ahora mostraba una imagen de una cabina de votación con papeletas con los nombres de varios artistas Decaydance. Haciendo clic en cada votación, se podía escuchar un clip de audio de los respectivos artistas recitando pasajes de los últimos posts del sitio web de Citizens For Our Betterment. Un mixtape también se hizo disponible para descargar llamado Welcome To The New Administration que incluía canciones de bandas que pertenecían a Decaydance con un interludio recitado por Ludacris anunciando que Folie a Deux sería lanzado el 4 de noviembre. De todas maneras, la fecha de lanzamiento del álbum fue demorada hasta el 16 de diciembre del mismo año en los Estados Unidos. 

## Lista de canciones
1. Guy Ripley - Intro - 0:40
2. Ludacris - Interlude - 0:40
3. Fall Out Boy - ALPHAdog and OMEGAlomaniac (demo)- 2:09
4. Fall Out Boy - Lake Effect Kid (demo) - 3:37
5. Fall Out Boy - I Don't Care (demo/snippet) - 1:09
6. Fall Out Boy - Catch Me if You Can/Proclamation of Emancipation (demo mashup) (featuring Travis de Gym Class Heroes) - 2:51
7. The Cab - Bounce (snippet) - 1:25
8. Tyga - First Timers (featuring Evan from the Black List Club) - 2:51
9. Panic! At the Disco - Northern Downpour (snippet) - 2:02
10. The Paul Revere Jumpsuit Apparatus - Nearly Witches (demo) - (Featuring Brendon Urie from Panic At The Disco) - 0:58
11. Cobra Starship - I Kissed a Boy - 3:01
12. The Academy Is... - Automatic Eyes [Suave Suarez remix] (featuring Tyga) - 2:40
13. Hey Monday - Homecoming (snippet) - 1:07
14. The Cab - Take My Hand - Machine Shop Production (featuring Cassadee from Hey Monday) - 3:38
15. Tyga - California Girls (demo) - 2:47
16. Gym Class Heroes - Cookie Jar (snippet) - 2:02
17. A Rocket to the Moon - Oh, Dakota (acoustic demo) - 1:14
18. Four Year Strong - Bada Bing! Wit a Pipe! - 3:26
19. Text Fall Out Boy: FOB to 66937 (interlude - signup and instant betterment) - 0:15
20. The Academy Is... - About a Girl (snippet) - 0:53
21. The Hush Sound - We Believe in (Barack Obama) - 1:52
22. The Hush Sound - Interlude - 0:24
23. Butch Walker -Mixtape (snippet) - 0:28
24. Cobra Starship - Interlude - 1:46
25. Fall Out Boy - America's Sweethearts (demo/snippet) - 0:37
26. Clinton Sparks & Pete Wentz - Outro - 0:34